# Alfred Wilhelm Strohl
Alfred Wilhelm Strohl, auch Alfred Guillaume Strohl oder Alfred Strohl-Fern (* 4. Mai 1847 in Sainte-Marie-aux-Mines, Frankreich (Elsass); † 19. Februar 1927 in  Rom, Italien) war ein französischer Mäzen, Schriftsteller, Maler, Fotograf, Bildhauer und Amateurmusiker.

## Leben
Alfred Wilhelm Strohl war der Sohn des Kaufmanns Jean Frederic Guillaume Strohl (1819–1866) und dessen zweiter Ehefrau Madeleine Hausser (geb. 1827). Marie Emma Strohl (geb. 1. Mai 1848) war seine Schwester. Er starb in Rom an seinem Hauptwohnsitz in der Villa Strohl-Fern, Via di Villa Ruffo Nr. 31.
Strohl verließ als überzeugter Pazifist das Elsass, um zu Beginn des Deutsch-Französischen Kriegs 1870/71 auf französischem Territorium Zuflucht zu suchen. Bei einem Aufenthalt 1896-1870 in Paris, studierte er bei Charles Gleyre Malerei; er ist als Kopist im Louvre belegt. 1871, nach der Niederlage Frankreichs im Deutsch-Französischen Krieg und nachdem Elsaß-Lothringen annektiert wurde, verließ er Frankreich, um nicht die deutsche Staatsangehörigkeit auferlegt zu bekommen. Er reiste in Europa und nach Afrika, bis er 1879 er nach Rom zog. Dort fügte er seinem Nachnamen das Adjektiv "fern" hinzu, als Anspielung auf sein Exil fern der Heimat.
Nachdem sein Vater 1866 verschied, trat er eine große Erbschaft und kaufte 1879 eine außergewöhnlich großes Grundstück (80.000 m²), das unmittelbar an den Garten der Villa Borghese grenzte, wo er mehrere Gebäude nach eigenen Plänen errichten ließ: sowohl ein privates Wohnhaus als auch 28 Künstlerateliers in Pavillons, die er zu moderaten Preisen vermietete. Sein Wappen zeigte eine Schlange sowie einen Blitz und den Wahlspruch "Éclair ne broye". Er nannte seine Anlage Villa Strohl-Fern. Während der Name der Villa in den zeitgenössischen Quellen immer wieder in Zusammenhang mit Künstler-Stipendiaten vorkommt, ist über den Hausherren nichts zu finden. Erst 2010 erschien eine erste Monographie über ihn, die vor allem das erhalten gebliebene Testament von 1926 als Quelle zitiert. Er vermachte seine Villa sowie seinen Besitz nach seinem Tod testamentarisch dem französischen Staat verbunden mit der Auflage, seine Werke, sowohl Gemälde als auch Skulpturen, zu konservieren, und seine Schriften, sowohl Poesie als auch Prosa, zu veröffentlichen. Zudem hinterließ er der Schweiz einen Betrag, um eine "Fondation Gleyre" zugunsten Schweizer Künstler in Rom zu gründen. Zudem vermachte er der Gesellschaft der Freunde der Universität Straßburg einen Nachlass. Seine eigene Sammlung und sonstige Besitztümer gingen 1939 verloren; er soll im Besitz eines Bildes von Cézanne gewesen sein. Sein Grab befindet sich auf dem protestantischen Friedhof in Rom, auf seinem Grabstein steht "Künstler und Beschützer der Künstler". Seit 1957 hat das französische Lycée Chateaubriand seinen Sitz in der Villa Strohl-Fern.

## Werke (Auswahl)
- Les bains de mer : comedie en trois actes. Rom, 1928